# Max Kanter
Max Kanter (Cottbus, 22 de outubro de 1997), é um ciclista alemão, membro da equipa Team Sunweb.

## Palmarés
2018
- 1 etapa do Tour de l'Avenir
- 2 etapas do Tour de Olympia